# Anita and Rhythm Section
Anita and Rhythm Section, также известный просто как Anita O’Day или Anita O’Day 1972, — сборный концертный альбом американской певицы Аниты О’Дэй, выпущенный в 1971 году на лейбле Glendale Records, а также на её собственном лейбле Anita O’Day Records. В альбоме представлены концертные номера, записанные О’Дэй в разное время и при участии разных музыкантов.

## Отзывы критиков
| Оценки критиков                     | Оценки критиков |
| Источник                            | Оценка          |
| ----------------------------------- | --------------- |
| AllMusic                            | [ 3 ]           |
| The Rolling Stone Jazz Record Guide | [ 4 ]           |

Рецензент журнала Record World отметил, что благодаря разнообразным ритм-секциям, записанным вживую во многих местах и в разное время, певица классического джаза создаёт сильную программу из стандартов и актуальных поп-мелодий, а также добавил, мисс О’Дэй звучит очень хорошо.

## Список композиций
Сторона A
1. «Sunny» — 1:18
2. «So Nice Samba (Summer)» — 2:30
3. «Funny Valentine» — 2:35
4. «Watch What Happens» — 2:50
5. «Walk On By» — 1:55
6. «Bluesette» — 1:15
7. «Here’s That Rainy Day» — 3:41

Сторона B
1. «Fly Me to the Moon» — 4:00
2. «Quiet Nights of Quiet Stars» — 2:45
3. «Green Dolphin Street» — 4:38
4. «Street of Dreams» — 3:20
5. «Lush Life» — 4:00

## Участники записи
- Бас — Ред Вуттен (A1, A4, A5), Джон Дана (A3, A7, B2), Рамон Диланг (B1, B3), Ленни Буш (B5)
- Вокал — Анита О’Дэй (A1—B5)
- Ударные — Джон Пул (A1—B3, B5)
- Фортепиано — Рэй Дьюи (A1, A4, A5), Бетти Лу (A2, A6), Джон Лайтси (A3, A7, B2), Джордж Ингдал (B1, B3), Стэн Трейси (B5)
- Электрическая бас-гитара — Кенни Сиферт (A2, A6)